# Zamachy w Norwegii (2011)
     budynek rządowy,
     pozycja zniszczonego samochodu,
     budynek Ministerstwa Ropy Naftowej i Energetyki.

Mapa rejonu eksplozji:
budynek rządowy,
pozycja zniszczonego samochodu,
budynek Ministerstwa Ropy Naftowej i Energetyki.

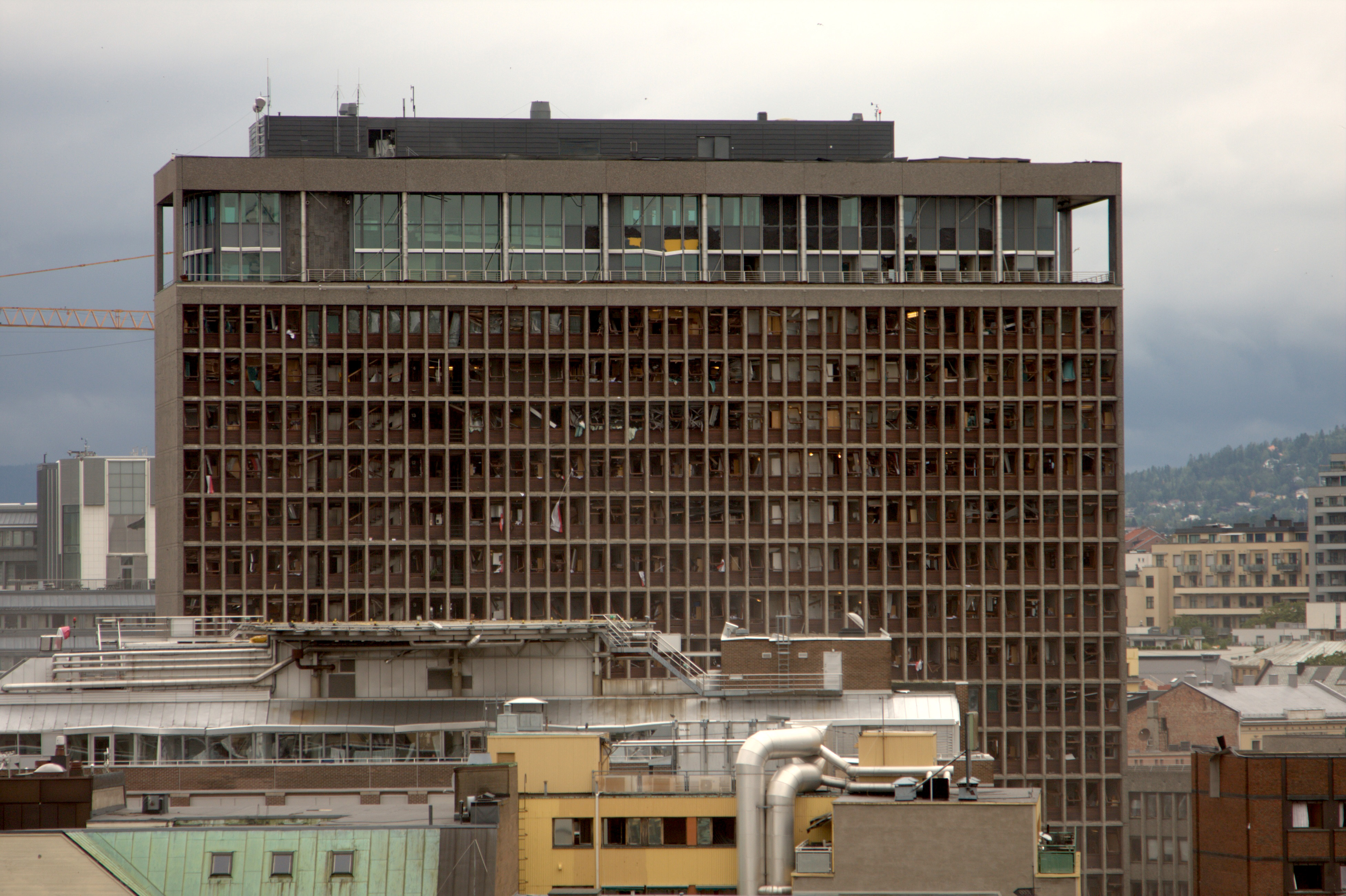
Budynek rządowy premiera Norwegii krótko po eksplozji

Zamachy w Norwegii – dwa zamachy terrorystyczne przeprowadzone 22 lipca 2011 roku przez ekstremistę Andersa Behringa Breivika. Zamachy były wymierzone w rząd norweski, przypadkowe osoby i młodzieżówkę rządzącej Partii Pracy. Łącznie zginęło 77 osób, a 319 zostało rannych.
Pierwszy atak miał miejsce o godz. 15:20 kiedy doszło do wybuchu bomby w centrum Oslo przy Regjeringskvartalet przed biurem premiera Jensa Stoltenberga oraz innymi budynkami rządowymi – eksplozja zabiła 8 osób i raniła co najmniej 209 innych, w tym 12 ciężko.
Drugi atak miał miejsce niecałe dwie godziny później na obozie zorganizowanym przez Arbeidernes Ungdomsfylking, młodzieżówkę Norweskiej Partii Pracy na wyspie Utøya. Sprawca otworzył ogień do przebywającej tam młodzieży. Zabił 69 osób, ranił co najmniej 110 innych, w tym 55 ciężko. Wśród zabitych byli przyjaciele premiera Stoltenberga oraz przybrany brat norweskiej księżniczki Mette-Marit.
Zamachy były największą tragedią w Norwegii od czasów II wojny światowej, a strzelanina na wyspie Utøya jest najkrwawszą masową strzelaniną popełnioną przez jednego człowieka w historii świata. Unia Europejska, NATO i wiele państw przesłało wyrazy wsparcia dla dotkniętej atakami Norwegii i potępiło zamachy.
Norweska policja aresztowała 32-letniego norweskiego prawicowego ekstremistę Andersa Behringa Breivika, który następnie został oskarżony o obydwa ataki i o to, że kierował się pobudkami ideologicznymi. Sprawca był sympatykiem skrajnej prawicy i należał do Partii Postępu. 24 sierpnia 2012 roku został skazany na 21 lat pozbawienia wolności, co jest najwyższym wymiarem kary w Norwegii.

## Przygotowania do zbrodni
Anders Breivik zaczął planować zamachy już w 2002 roku w wieku 23 lat. Realne przygotowania rozpoczął w 2009 roku. W 2010 próbował kupić broń szturmową w czeskiej Pradze, ale próba nie powiodła się. Po powrocie do Norwegii kupił użyty później w masakrze karabin Ruger Mini-14 i pistolet Glock 34. We wniosku o zakup napisał, że karabin jest mu potrzebny do polowania. Breivik często ćwiczył strzelanie do celu.
W 2009 założył jednoosobowe gospodarstwo Breivik Geofarm rzekomo w celu uprawy warzyw. W rzeczywistości wykorzystywał je w celu pozyskania nawozów sztucznych potrzebnych do produkcji materiałów wybuchowych. Część materiałów i substancji zakupił w Polsce. Materiałem użytym w pierwszym z ataków z 2011 był azotan amonu (ANFO) – ten sam materiał został użyty w zamachu w Oklahoma City w 1995 roku. Breivik zamierzał skonstruować więcej bomb, ale ostatecznie zrezygnował. Bomba, która została zdetonowana w Oslo była ukryta w ciężarówce.
W swoim manifeście sprawca napisał także, że używał gier komputerowych takich jak Call of Duty: Modern Warfare 2 w celu lepszego wyobrażenia sobie własnego ataku. Po graniu w strzelanki miał chodzić też na strzelnicę.

## Zamachy

### Zamach bombowy w Oslo
W dniu 22 lipca 2011 o godz. 15:25:22 czasu lokalnego przed budynkiem rządowym w Regjeringskvartalet centrum Oslo doszło do wybuchu bomby umieszczonej w ciężarówce typu Volkswagen Crafter. W budynku tym swoją siedzibę miał premier Norwegii Jens Stoltenberg. Wybuch spowodował wybicie większości szyb w 17-piętrowym biurowcu, a także w okolicznych budynkach dzielnicy rządowej. Po wybuchu okolica była pokryta szkłem i odłamkami.  W promieniu 1 km od miejsca eksplozji widoczne były zniszczenia. Eksplozja spowodowała śmierć siedmiu osób, ósma osoba zmarła później. 209 odniosło obrażenia. Przed zamachem w okolicach widziano sprawcę ubranego w policyjny uniform trzymającego w ręku pistolet. Następnie z miejsca gdzie chwilę później nastąpił wybuch odjechał samochodem osobowym.
Wszystkie drogi prowadzące do centrum Oslo zostały zamknięte. Częściowo uszkodzone w wybuchu budynki zostały otoczone kordonami policji, a ludzie się w nich znajdujący zostali ewakuowani. Zamknięta została główna stacja kolejowa w Oslo. Ewakuowano parlament, stołeczny główny dworzec kolejowy, centra handlowe Oslo City i Byporten, siedziby norweskiej agencji prasowej NTB, dzienników VG i Aftenposten, a także telewizji TV2 i inne okoliczne budynki. Pojawiały się też doniesienia o podejrzanych obiektach w okolicy. Nie znaleziono jednak żadnego niebezpiecznego obiektu podczas przeszukania okolic wybuchu.

### Masakra na wyspie Utøya
Około półtorej godziny po eksplozji w stolicy Breivik dojechał w okolice jeziora Tyrifjorden a następnie popłynął promem MS Thorbjørn na wyspę Utøya. Załodze przedstawił się jako Martin Nilsen, rzekomy policjant z Oslo. W tym czasie na wyspie przebywało około 700 osób, w tym 600 nastolatków zgromadzonych na zjeździe młodzieżówki Partii Pracy.
Breivik dotarł na wyspę o godz. 17:22 i przedstawił się jako funkcjonariusz policji, który przybył w celu rutynowej kontroli po zamachu w stolicy. Chwilę później podeszła do niego kobieta nadzorująca obóz i zaczęła wypytywać o różne kwestie. Prawdopodobnie wydał się jej podejrzany i skontaktowała się z ochroniarzem wyspy. Wtedy Breivik wyjął broń i zastrzelił ich oboje. Następnie poszedł w głąb wyspy, gdzie przebywały tłumy nastolatków. Zasygnalizował żeby do niego podeszli. Gdy zgromadzili się wokół niego wyjął karabin oraz amunicję i zaczął strzelać w tłum. Zabił i ranił wiele osób. Następnie chodził i strzelał po całej wyspie. Później zaczął strzelać do osób próbujących wpław dostać się na stały ląd. Przebywające na wyspie osoby później opisywały mediom dramatyczne sceny jakie się tam rozegrały. Jedna z dziewczyn obecna na wyspie powiedziała, że kilka osób ranionych udawało martwych. Brevik wrócił i ponownie je ostrzelał. Wśród oszczędzonych przez sprawcę był nastolatek, który stracił ojca w tym ataku i krzyknął do sprawcy, że on sam jest za młody by umierać, a także inny chłopak, który błagał sprawcę o życie.
Niektórzy świadkowie ukryli się pod klifami wyspy i w znajdujących się na wyspie przenośnych toaletach. Rodzinom i znajomym wysyłali SMS-y. Nie telefonowali, aby nie zdradzić swojego miejsca pobytu. Strzelanina trwała ponad godzinę. Około godz. 18:35 na wyspę przybyła policja i zatrzymała Breivika. Mimo że miał znaczny zapas amunicji poddał się, nie stawiał oporu. W czasie strzelaniny Breivik zabił 69 osób oraz zranił 110, z czego 55 ciężko. Używał amunicji drążącej i łatwo dzielącej się na fragmenty, która zwiększa uszkodzenia tkanek. Breivik wielokrotnie krzyczał: Umrzecie dzisiaj, marksiści!
Wydarzenia na wyspie Utøya zostały opisane przez naocznego świadka Polaka Adriana Praconia w książce Masakra na wyspie Utøya – jedyna relacja wydanej przez wydawnictwo Pascal w 2013 roku. Autor został postrzelony jednak ocalał z masakry.

## Sprawca
Sprawcą zamachów był 32-letni skrajnie prawicowy ekstremista Anders Behring Breivik.
Po aresztowaniu u Breivika zdiagnozowano schizofrenię paranoidalną. Później zakwestionowano tę diagnozę i wykazano, że był poczytalny. W dniu 24 sierpnia 2012 został skazany na 21 lat pozbawienia wolności. Sprawca prawdopodobnie cierpiał na zaburzenia, ale nie miały one charakteru silnej psychozy.
Breivik przed atakiem rozesłał na 1003 adresy e-mailowe islamofobiczne kompendium jego autorstwa zatytułowane 2083:Europejska Deklaracja Niepodległości. Twierdził w nim m.in., że islam i tzw. marksizm kulturowy są głównymi wrogami Zachodu oraz że muzułmanie powinni być deportowani z Europy a jego ataki były konieczne do odparcia mającej jego zdaniem miejsce islamskiej inwazji na Europę. Tekst jest kompilacją tekstów i cytatów wielu autorów, takich jak Unabomber czy Robert Spencer. Breivik przyznał, że tworząc manifest po prostu kopiował i wklejał cytaty. Przed atakiem przesłał na serwis YouTube film, w którym wyraził podziw wobec przywódców, którzy walczyli z islamem. Breivik powiedział później, że głównym motywem ataków było rozpropagowanie tego manifestu.

## Reakcje

### Reakcje w Norwegii
Następnego dnia po zamachach premier Jens Stoltenberg i minister sprawiedliwości Knut Storberget zorganizowali konferencję prasową. Stoltenberg nazwał zamachy tragedią narodową i najgorszą zbrodnią od czasu II wojny światowej. Powiedział również, że ataki nie zaszkodzą norweskiej demokracji, a najlepszą odpowiedzią jest „więcej demokracji, więcej otwartości, ale nie naiwność”. Król Harald V wysłał kondolencje ofiarom i ich rodzinom, a także wezwał do jedności.
Siedem partii politycznych obecnych w Stortingu zgodziło się na przesunięcie kampanii wyborczej przed nadchodzącymi wyborami samorządowymi.

Marsz milczenia w Oslo 25 lipca

25 lipca w południe w każdym z krajów skandynawskich uczczono pamięć ofiar minutą ciszy. Około 150 tysięcy osób uczestniczyło w marszu milczenia w Oslo. 21 sierpnia był dniem żałoby narodowej w Norwegii.

### Reakcje na świecie

#### Reakcje instytucji ponadnarodowych
- ONZ: Sekretarz Generalny Ban Ki-moon był zszokowany, gdy dowiedział się o wybuchu w Oslo i o strzelaninie na wyspie Utøya. Potępił akty przemocy i złożył kondolencje Rządowi Norwegii i rodzinom ofiar[38].
- Unia Europejska:
  - Jestem w głębokim szoku po zamachach, w których zginęło i zostało rannych tylu niewinnych ludzi. Pragnę wyrazić najszczersze kondolencje rodzinom ofiar – oświadczył Herman Van Rompuy, przewodniczący Rady Europejskiej[39]
  - Unia Europejska zdecydowanie potępia te ataki i pozostaje w gotowości do wsparcia Norwegii w tym bolesnym okresie” – oświadczyła wysoki przedstawiciel UE ds. zagranicznych i polityki bezpieczeństwa Catherine Ashton. Napisała również, że Norwegia, będąc bezpośrednim sąsiadem UE, należy do jej najbliższych partnerów i wielokrotnie okazywała lojalne poparcie dla działań Unii na wielu płaszczyznach[39].
  - Jestem zszokowany słysząc coraz więcej smutnych wiadomości z Norwegii. Liczba ofiar wzrosła drastycznie. W imieniu Parlamentu Europejskiego chciałbym przekazać wyrazy solidarności i współczucia dla rodzin, władz i wszystkich Norwegów. Jesteśmy z wami w obliczu tej tragedii – oświadczył przewodniczący Parlamentu Europejskiego, Jerzy Buzek[40].
- NATO: Sekretarz Generalny Anders Fogh Rasmussen powiedział, że NATO w najostrzejszych słowach potępia haniebne akty przemocy w Norwegii[41]

#### Reakcje państw
- Dania: Premier Lars Løkke Rasmussen powiedział, że „w tym dniu jesteśmy z Norwegią” i zaoferował współczucie, sympatię i solidarność ze strony Duńczyków[42].
- Islandia: Premier Jóhanna Sigurðardóttir wyraziła solidarność z Norwegią[43].
- Niemcy: Kanclerz Angela Merkel stanowczo potępiła ataki, twierdząc, że „Jest jasne, że my którzy wierzymy w demokrację i pokojowe współistnienie musimy potępiać w sposób zdecydowany takie akty terroryzmu[44].”
- Polska:
  - Kondolencje przesłał premier Donald Tusk, który w depeszy napisał: w tych trudnych i bolesnych chwilach Polacy dzielą smutek i żałobę z narodem norweskim[45].
  - Wyrazy ubolewania na ręce króla Haralda V przesłał także Prezydent Bronisław Komorowski. Napisał on: przekazuję, w imieniu Narodu Polskiego oraz własnym, najszczersze kondolencje i wyrazy głębokiego współczucia rodzinom i bliskim ofiar. (...) Zdecydowanie potępiam ten akt przemocy, zapewniając o solidarności Narodu Polskiego z Narodem Norweskim w tych dramatycznych dla całej Norwegii chwilach[46].
- Węgry: Premier Viktor Orbán i rząd Węgier wyrazili solidarność z Norwegią i złożyli Norwegom kondolencje. Orbán powiedział także, że Węgry potępiają przemoc w każdej formie bez względu na przekonania polityczne[47].
- Wielka Brytania: Premier David Cameron stwierdził, że jest „oburzony atakami”, a minister spraw zagranicznych William Hague oświadczył, że Brytyjczycy stoją „ramię w ramię z Norwegami”[48].

## Efekty

### Zaangażowanie polityczne
Po atakach w Norwegii wzrosło zainteresowanie członkostwem w partiach politycznych i organizacjach młodzieżowych. 26 lipca do Unge Høyre zapisało się 40 nowych członków, do Młodzieży Partii Postępu co najmniej 30, a rzecznik Arbeidernes Ungdomsfylking ogłosił, że zapisała się „znaczna liczba” nowych członków.

### Wycofywanie brutalnych gier
Sieć Coop Norden po zamachach zaczęła wycofywać ze swojej oferty niektóre brutalne gry komputerowe. Wśród wycofanych tytułów znalazły się m.in. Homefront, Sniper: Ghost Warrior, Counter-Strike: Source i World of Warcraft.

## Ofiary zamachów
- Ofiary wybuchu bomby w Oslo:

1. Hanna M. Orvik Endresen (lat 61)
2. Tove Åshill Knutsen (lat 57)
3. Hanne Løvlie (lat 30)
4. Kai Hauge (lat 33)
5. Ida Marie Hill (lat 34)
6. Anne Lise Holter (lat 51)
7. Jon Vegard Lervåg (lat 32)
8. Kjersti Berg Sand (lat 26)

- Ofiary strzelaniny na wyspie Utøya:

1. Mona Abdinur (lat 18)
2. Ismail Haji Ahmed (lat 20)
3. Thomas Margido Antonsen (lat 16)
4. Porntip Ardam (lat 21)
5. Modupe Ellen Awoyemi (lat 15)
6. Lene Maria Bergum (lat 19)
7. Kevin Daae Berland (lat 15)
8. Trond Berntsen (lat 51)
9. Sverre Flåte Bjørkavåg (lat 28)
10. Torjus Blattmann (lat 17)
11. Carina Borgund (lat 18)
12. Monica Bøsei (lat 45)
13. Johannes Buø (lat 14)
14. Åsta Sofie Helland Dahl (lat 16)
15. Sondre Furseth Dale (lat 17)
16. Monica Didriksen (lat 18)
17. Gizem Dogan (lat 17)
18. Andreas Edvardsen (lat 18)
19. Tore Eikeland (lat 21)
20. Bendik Rosnas Ellingsen (lat 18)
21. Aleksander Aas Eriksen (lat 16)
22. Andrine Bakkene Espeland (lat 17)
23. Hanne Anette Balch Fjalestad (lat 43)
24. Silje Merete Fjellbu (lat 17)
25. Hanne Kristine Fridtun (lat 20)
26. Andreas Dalby Grønnesby (lat 17)
27. Snorre Haller (lat 30)
28. Rune Havdal (lat 43)
29. Guro Vartdal Håvoll (lat 18)
30. Ingrid Berg Heggelund (lat 18)
31. Karin Elena Holst (lat 15)
32. Eivind Hovden (lat 15)
33. Steinar Jessen (lat 16)
34. Maria Maagerø Johannesen (lat 17)
35. Ronja Søttar Johansen (lat 17)
36. Espen Jørgensen (lat 17)
37. Sondre Kjøren (lat 17)
38. Margrethe Bøyum Kløven (lat 16)
39. Syvert Knudsen (lat 17)
40. Anders Kristiansen (lat 18)
41. Elisabeth Trønnes Lie (lat 16)
42. Gunnar Linaker (lat 23)
43. Tamta Liperteliani (lat 23)
44. Eva Kathinka Lütken (lat 17)
45. Even Flugstad Malmedal (lat 18)
46. Tarald Mjelde (lat 18)
47. Ruth Benedicte Vatndal Nilsen (lat 15)
48. Emil Okkenhaug (lat 15)
49. Diderik Aamodt Olsen (lat 19)
50. Håkon Ødegaard (lat 17)
51. Karar Mustafa Qasim (lat 18)
52. Henrik André Pedersen (lat 27)
53. Rolf Christopher Johansen Perreau (lat 25)
54. Bano Abobakar Rashid (lat 18)
55. Henrik Rasmussen (lat 18)
56. Ida Beathe Rogne (lat 18)
57. Synne Røyneland (lat 18)
58. Simon Saebo (lat 18)
59. Marianne Sandvik (lat 16)
60. Fredrik Lund Schjetne (lat 18)
61. Lejla Selaci (lat 17)
62. Birgitte Smetbak (lat 15)
63. Isabel Victoria Green Sogn (lat 17)
64. Silje Stamneshagen (lat 18)
65. Victoria Stenberg (lat 17)
66. Tina Sukuvara (lat 18)
67. Sharidyn Svebakk-Bøhn (lat 14)
68. Håvard Vederhus (lat 21)
69. Jamil Rafal Yasin (lat 20)

- Źródło[51]